# Vanilla ochyrae
Vanilla ochyrae é uma espécie de orquídea de hábito escandente e crescimento reptante que existe em Camarões. São plantas clorofiladas de raízes aéreas; sementes crustosas, sem asas; e inflorescências de flores de cores pálidas que nascem em sucessão, de racemos laterais.}}